# Catadoides fijiensis
Catadoides fijiensis là một loài bướm đêm trong họ Erebidae.